# 코번트리 대학교

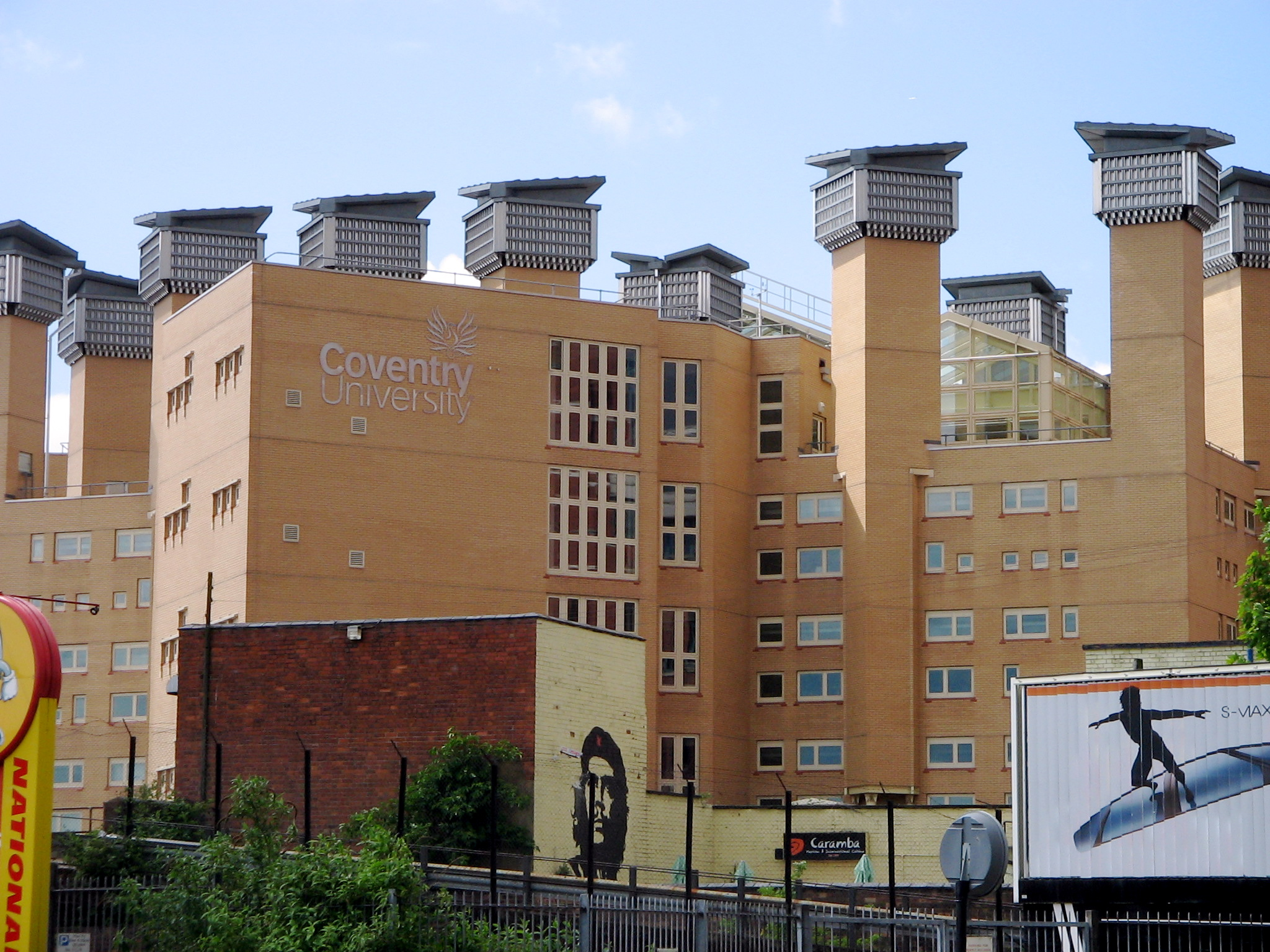

코벤트리대학교(영어: Coventry University)는 영국 잉글랜드 웨스트미들랜즈 주에 코번트리에 있는 대학교이다.
1843년 코벤트리 디자인대학이란 이름으로 최초 설립되어 개교하였으며, 이후 1954년 코벤트리 예술대학을 거쳐, 1970년 랜체스터 기술대학과 럭비공학기술대학을 통합하고, 영국의 공학자이자 자동차의 선구자로 유명한 프레데릭 랜체스터(Frederick Lanchester, 1868~1946)의 이름을 기려 랜체스터폴리테크닉으로 교명을 변경하였다. 이후 1992년 지금의 코벤트리대학교가 되었다. 현재 영국 학생을 비롯한 140여개 이상의 국가에서 온 총 35,000여명의 학생들이 코벤트리대학교에서 공부하고 있다. 영국에서 학생 수가 3만명을 넘는 대학은 드물다.

## 학교 역사
코벤트리 대학교는 1843년 Coventry School of Design으로 설립된 오랜 역사를 가지고 있는 대학이다. 1992년에 대학으로 전환되기 전까지 다양한 이름으로 알려졌으며, 수년 동안 다양한 서비스를 확장하고 런던 캠퍼스를 설립하는 등 다양한 시설에 투자해 왔다.

## 캠퍼스
코벤트리 대학교의 캠퍼스는 Coventry City Centre에 위치하며, 133,546.262 제곱미터에 달하는 면적을 차지하고 있다. 현대적인 복합 건물로 구성되어 있으며, 최첨단 실험실, 워크샵, 스튜디오 등을 갖추고 있다. 학생들에게 혁신적인 학습 환경을 제공한다.

## 캠퍼스 위치
코벤트리대학교 캠퍼스는 4곳이 있다. 영국 코벤트리 도시에 있는 코벤트리 캠퍼스, 런던 캠퍼스, 스카보로 캠퍼스, 그리고 폴란드에 브로츠와프 캠퍼스가 있다. 교육과정 및 전공에 따라서 다른 캠퍼스에서 공부하게 된다. 메인 캠퍼스는 코벤트리 도시 중심가에 위치하여 학생들이 생활을 편리하게 할 수 있다. 한국으로 비유하면 번화가 주변에 있는 홍대, 건대, 연세대 정도의 위치이다.
코벤트리 대학교의 런던 캠퍼스는 증권 거래소 주변에위 치해 있어서 금융분야를 전공하는 학생들이 주로 런던 캠퍼스에서 공부한다. 코벤트리대학교는 가상 캠퍼스 투어를 하고자 하는 학생들을 위해서 대학 홈페이지에서 가상 캠퍼스 투어를 제공하고 있다. 가상 캠퍼스 투어는 코벤트리대학교 캠퍼스를 360도 둘러볼 수 있게 되어 있으며, 학교 캠퍼스, 학교시설, 전공 교실, 학교 기숙사, 대학생활과 관련 장소를 360도 이미지로 살펴볼 수 있다. 아래 표를 코벤트리 대학의 캠퍼스를 가상으로 살펴 볼 수 있는 곳의 목록이다.

## 학교 로고
코벤트리 대학교 로고는 아마도 코벤트리 시에서 가장 많이 사용된 공공 예술 작품 일 것이다. 대학 건물 전체에서 다양한 형태로 사용된다. 일부 로고는 돌을 조각하거나 금속을 잘라내어 제작되기도 했다. 코벤트리 대학교 로고는 실크 리본 산업에 대한 오마주로 알려져 있으며, 불사조를 상징으로 하는데 파괴의 잿더미에서 솟아오르는 상징이다.

## 학생 생활
코벤트리 대학교는 '2023년 영국에서 학생들에게 좋은 도시' 설문 조사에서 상위 5위에 랭크된 도시로 알려져 있다. 코벤트리 대학교는 코벤트리의 중심부에 위치하고 있으며, 기차역에서 도보로 10분 거리에 있다. 코벤트리 대학교는 150개 이상의 국가에서 온 13,000명 이상의 유학생이 있는 현대적이고 국제적인 도시이다. 볼거리와 즐길 거리가 풍부한 영국에서 가장 다문화적인 도시 중 하나이다. 다양한 레스토랑과 푸드 아울렛을 통해 세계 각국의 다양한 음식을 맛볼 수 있으며, 다양한 예산과 취향에 맞는 쇼핑 거리와 브랜드를 즐길 수 있다.
| 학교시설(Facilities)                                   | 전공 교실(Subject areas) | 기숙사(Acommodation)                     | 대학생활(Student life) |
| ------------------------------------------------------ | --- | ---------------------------------------- | ---------------------- |
| 도서관(Lanchester Library) 피트니스시설(Fitness Suite) | Accounting, Finance and Economics Art, Design and Fashion Business and Law Computing, Mathematics and Physics Construction, Energy and Environment Engineering Life Sciences and Sport Humanities Media and Performing Arts Nursing, Midwifery and Health Psychological, Social and Behavioural Sciences | The Cycle Works Bishop Gate Godiva Place | The city TheHub        |

## 평가
• 대학 순위 : 2024년 QS 세계 대학 순위 평가 세계 571위
• 국제 학생을 위한 세계 최상위 30개 대학으로 선정(4년 연속)
• 2023년 영국 최고 권위 ‘퀸즈 어워드 포 엔터프라이즈’ 수상
• QS Stars 대학 평가 5개 QS 스타 수여

## 입학 지원
코벤트리대학교는 전공과 학위별로 다른 입학지원 성적을 요구한다. 코벤트리대학교 공식 웹사이트에서 온라인을 통해 지원할 수 있다. 또한 한국의 유학생을 위해서 코벤트리 대학교 한국어 공식 홈페이지를 통해서 대학입학과 관련한 정보를 얻을 수 있다. 한국 학생들을 위한 카카오톡 채널을 운영 중이다. 이를 통해 학교 소식을 한국어로 받아 볼 수 있다.
- 국제학생 입학 방법 : 현재 140여개 이상의 국가에서 온 31,690명의 학생들이 코벤트리대학교에서 학업 중이다.  한국학생이 코벤트리대학교에 입학할 수 있는 방법으로 파운데이션(Foundation), 에이레벨(A-level), IB 등이 있다. 이중 코벤트리대의 국제학생들은 파운데이션 과정을 통해 가장 많이 입학했다.

## 같이 보기
- 워릭 대학교

### 코벤트리 대학교 소셜 미디어
- 카카오톡
- 네이버 블로그
- 인스타그램
- 트위터
- 유튜브
- 틱톡
- 링크드인